# Olimpiejon
Olimpiejon – świątynia poświęcona greckiemu bogu Zeusowi Olimpijskiemu. Do najbardziej znanych olimpiejonów zaliczały się:
- Świątynia Zeusa Olimpijskiego w Olimpii ze słynnym posągiem Zeusa
- Świątynia Zeusa Olimpijskiego w Atenach
- Świątynia Zeusa Olimpijskiego w Agrigentum (Agrigento)